# Mulheres de cor
Mulheres de cor é uma frase usada para descrever mulheres negras. O termo político "mulheres de cor" (Women of color) surgiu no movimento de violência contra as mulheres. No final dos anos setenta, unificou todas as mulheres que viviam várias camadas de marginalização com raça ou etnia como um problema comum.

## História
Embora semelhante ao termo "pessoa de cor", a história do termo mulheres de cor nos EUA tem raízes políticas, como explica a líder dos direitos das mulheres Loretta Ross. Durante a Conferência Nacional de Mulheres de 1977, um grupo de mulheres afro-americanas criou a Agenda das Mulheres Negras para trabalhar com a conferência.

## Brasil
A figura da mulher de cor está intrinsecamente associada à sexualidade. Desde o período escravista, passando pelas comemorações carnavalescas e chegando às telenovelas exibidas pela principal emissora do país, negras e mulatas geralmente são retratadas como pessoas que supostamente possuem a libido aflorada. Dados indicam também que não apenas o sexo feminino é aquele com menor presença no setor industrial, mas é a mulher de cor preta que possui os menores percentuais de inclusão no setor industrial sergipano.

## Cuba
Em 1805, em resposta a pressões das colônias, foi promulgada uma lei tornando a licença governamental um requisito formal para os brancos que desejassem intercasar com pessoas de cor.  O antagonismo não era dirigido contra a população de cor em razão de sua cor como tal, mas porque sua cor indicava sua origem escrava . Os escravos e seus descendentes precisavam ser segregados, no interesse do sistema escravocrata. Os mulatos livres eram as pessoas "que precisam ser vigiadas com o maior cuidado" presumivelmente porque, por seus atributos conflitantes, cor negra mas status livre, colocavam em risco a consistência do sistema, isso sem falar no efeito que se supunha terem os casamentos inter-raciais sobre os escravos. A maioria destes casamentos referidos eram hipergâmicos quanto à cor. Nos casos, entretanto, em que são hipogâmicos, parece que um cuidado ainda maior é tomado no sentido de que a mulher branca esteja em circunstâncias de completa miséria  Elas obtiveram licença para se casar. Pode-se quase dizer que que torna uma mulher branca inelegível para casamento dentro de seu próprio grupo, torna-a elegível para casamento além da barreira racial. Reciprocamente um peso particular é atribuido à honestidade respeitabilidade da mulher de cor que deseja se casar com um homem branco . Outros atributos, além de sua respeitabilidade sexual, poderiam compensar o status étnico desvantajoso de uma mulher de cor. Do mesmo modo que pobreza e ocupação humilde poderiam contrabalançar o status de um homem branco, ao ponto de torná-lo elegível para casamento com uma mulher de cor, a posse de riquezas da parte da família da mulher de cor poderia, às vezes, melhorar suficientemente seu status.